# Jen Psaki
Jennifer Rene Psaki, dite Jen Psaki, née le 1er décembre 1978 à Stamford, est la porte-parole de la Maison-Blanche entre le 20 janvier 2021 et le 13 mai 2022, sous la présidence de Joe Biden. Elle était la directrice des communications de la Maison-Blanche du 1er avril 2015 au 20 janvier 2017, sous la présidence de Barack Obama.

## Biographie

### Jeunesse et éducation
Par son père, elle est d'origine grecque ; elle a également des origines irlandaises et polonaises. Née dans le Connecticut, à Stamford, ses parents sont James R. Psaki (promoteur immobilier à la retraite) et Eileen Dolan Medvey (psychothérapeute). Elle a deux sœurs cadettes. En 1996, elle est diplômée du collège de Greenwich. Elle étudie au collège de William et Mary : en 2000, elle en est diplômée en anglais et en sociologie. Elle appartient à une équipe sportive de cet établissement, en pratiquant la natation sur le dos,. Elle est membre de la sororité de Chi Omega.

### Début de carrière politique
En 2001, Jen Psaki commence sa carrière par les campagnes de réélection des démocrates de l'Iowa Tom Harkin pour le Sénat américain et Tom Vilsack pour le poste de gouverneur.
Lors de l'élection présidentielle de 2004, elle est l'une des porte-paroles du candidat démocrate John Kerry. Il est battu.
De 2005 à 2006, elle est directrice de la communication du représentant américain Joseph Crowley et secrétaire de presse régional pour le comité de campagne du Congrès démocrate.

### Sous Obama et Trump
En 2008, lors de la campagne du sénateur Barack Obama, Jen Psaki est attachée de presse itinérante.
Après la victoire d'Obama, elle devient attachée de presse adjointe à la Maison-Blanche puis est promue directrice adjointe des communications le 19 décembre 2009,, poste qu'elle quitte le 22 septembre 2011 pour devenir vice-présidente et directrice générale de la société de relations publiques Global Strategy Group à Washington,.
En 2012, lors de la campagne de réélection de Barack Obama, elle est l'une des porte-paroles d'Obama. Sous la présidence de ce dernier, pendant deux ans, elle est porte-parole du ministère des Affaires étrangères. 
Entre 2017 et 2021, alors que le républicain Donald Trump est au pouvoir, Jen Psaki est vice-présidente de la communication d’une société de conseil et commentatrice politique dans deux émissions sur CNN.
Elle a aussi été consultante au cabinet de conseil en stratégie WestExec Advisors, qui entretient des liens étroits avec l'industrie militaire.

### Sous Biden
Début 2021, au sein de l'administration Biden, elle intègre une équipe de communication exclusivement composée de femmes. L'annonce en avait été faite en novembre 2020. Elle devient porte-parole de la Maison-Blanche. Le 5 mai 2022, la Maison-Blanche annonce son remplacement par son adjointe, Karine Jean-Pierre, à compter du 13 mai suivant.

### Après Biden
Jen Psaki devient ensuite présentatrice sur MSNBC.

### Vie privée
En 2006, elle rencontre Greg Mecher. En 2010, elle l'épouse, alors qu'il est chef de cabinet du membre du Congrès Steve Driehaus (en). Il devient plus tard chef de cabinet du parlementaire Joe Kennedy. Le couple a deux enfants.